# Lista zabytków w Msidzie
To jest lista zabytków w miejscowości Msida na Malcie, które są umieszczone na liście National Inventory of the Cultural Property of the Maltese Islands.

## Lista
| Nazwa zabytku                                               | Lokalizacja                                       | Współrzędne                                   | Nr na liście NICPMI | Zdjęcie |
| ----------------------------------------------------------- | ------------------------------------------------- | --------------------------------------------- | ------------------- | ------- |
| Kościół parafialny pw. św. Józefa                           | Triq ix-Xatt Ta’ Xbiex                            | 35°53′48,5″N 14°29′23,9″E/35,896795 14,489980 | 00016               |         |
| Kościół Niepokalanego Poczęcia Matki Bożej                  | 206 Triq il-Kunċiżżjoni                           | 35°53′48,4″N 14°29′16,4″E/35,896785 14,487884 | 00017               |         |
| Stara pralnia                                               | Triq il-Wied ta’ L-Imsida                         | 35°53′47,7″N 14°29′10,1″E/35,896570 14,486137 | 00018               |         |
| Płaskorzeźba Matki Boskiej Bolesnej                         | 176 Triq il-Wied ta’ L-Imsida                     | 35°53′48,2″N 14°29′13,9″E/35,896734 14,487184 | 00833               |         |
| Statua Niepokalanego Poczęcia                               | 206/207 Triq il-Kunċiżżjoni                       | 35°53′48,1″N 14°29′16,4″E/35,896685 14,487875 | 00834               |         |
| Nisza Matki Boskiej Bolesnej                                | 39 Triq San Lwiġi                                 | 35°53′50,2″N 14°29′14,2″E/35,897281 14,487284 | 00835               |         |
| Nisza Matki Bożej z Góry Karmel                             | 7/8 Triq San Lwiġi                                | 35°53′50,5″N 14°29′15,0″E/35,897374 14,487500 | 00836               |         |
| Nisza Piety                                                 | 123/124 Triq il-Kunċiżżjoni                       | 35°53′48,0″N 14°29′07,8″E/35,896671 14,485488 | 00837               |         |
| Nisza Zwiastowania                                          | 4 Triq it-Torri                                   | 35°53′47,1″N 14°29′05,8″E/35,896425 14,484941 | 00838               |         |
| Nisza św. Józefa                                            | 10 Triq il-Knisja                                 | 35°53′49,3″N 14°29′24,0″E/35,897040 14,490002 | 00839               |         |
| Nisza św. Józefa                                            | Triq ix-Xatt ta’ Xbiex / Triq il-Monsinjur Falzon | 35°53′47,3″N 14°29′25,4″E/35,896462 14,490386 | 00840               |         |
| Nisza św. Publiusza (zaginiona)                             | 53 Triq ix-Xatt ta’ L-Imsida                      | 35°53′42,8″N 14°29′19,6″E/35,895217 14,488768 | 00841               |         |
| Nisza św. Rocha (zaginiona – dolna część figury na miejscu) | 53 Triq ix-Xatt ta’ L-Imsida                      | 35°53′42,8″N 14°29′19,8″E/35,895210 14,488846 | 00842               |         |
| Nisza św. Józefa                                            | Triq Clarence / Triq il-Baċir                     | 35°53′38,9″N 14°29′25,1″E/35,894128 14,490318 | 00843               |         |
| Płaskorzeźba Madonny z Dzieciątkiem                         | Triq Misraħ                                       |                                               | 00844               |         |